# Thecla mandara
Thecla mandara är en fjärilsart som beskrevs av William Doherty 1886. Thecla mandara ingår i släktet Thecla och familjen juvelvingar. Inga underarter finns listade i Catalogue of Life.